# Norberto Madurga
Norberto Rubén Madurga, né le 29 décembre 1944 à Buenos Aires, en Argentine, est un joueur de football argentin.
Il remporte avec le CA Boca Juniors deux titres de champion d'Argentine, en 1969 et 1970.

## Biographie
Milieu offensif, sur le côté droit ou axial, Madurga arrive à Boca Juniors en provenance d'Atlanta, par l'intermédiaire de Bernardo Gandulla (en).
Il fait ses débuts à Boca en Copa Libertadores en 1966, lors d'un match où il inscrit un but à River Plate, rival historique de Boca Juniors (2-2). Il devient vite un joueur important, doué techniquement et capable de créer la surprise. Il remplace progressivement son aîné Antonio Rattín, autre idole xeneize, comme meneur de jeu.

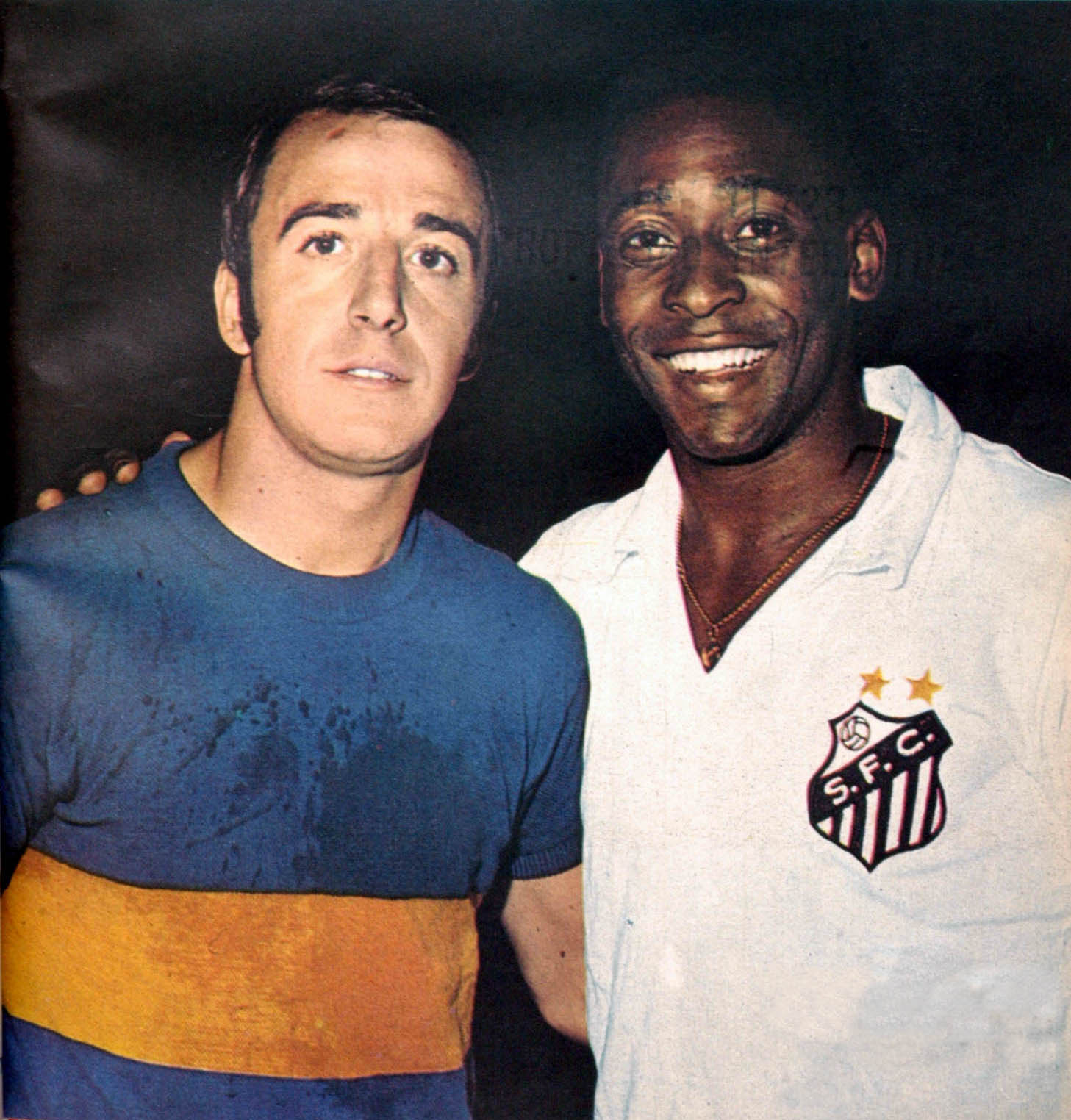
Madurga (à gauche) et Pelé en 1970.

Il réalise quelques performances marquantes en attaque, par exemple lorsqu'il inscrit un doublé sur le terrain de River Plate le 14 décembre 1969 (2-2), qui offre le titre de champion Nacional à son club, aux dépens de son adversaire du jour. Il remporte au total trois titres avec Boca Juniors : les championnats nationaux de 1969 et 1970, ainsi que la Coupe d'Argentine de 1969,. Il marque un total de 39 buts en 135 matchs avec Boca Juniors.
Madurga fait ses débuts avec la sélection argentine le 4 mars 1970 face au Brésil (2-0). Il dispute onze matchs avec la sélection jusqu'à la fin de l'année 1971, et marque deux buts.
Impliqué dans une grève des joueurs contre les dirigeants du club, Madurga est transféré fin 1971 à Palmeiras, au Brésil. Il y remporte en 1972 le championnat paulista puis celui du Brésil, une première pour un Argentin. Il joue son dernier match en mars 1973, après 11 buts en 62 rencontres.
Nostalgique de l'Argentine, il rentre au pays et rejoint au sein une équipe de gala (l'Equipo de las Estrellas) d'anciens coéquipiers (Rattín, Roma, Sacchi, Marzolini, Simeone, etc.). Il termine sa carrière professionnelle après un dernier contrat avec Banfield en 1975.
Il intègre par la suite l'encadrement de Boca Juniors, pour lequel il travaille toujours dans les années 2000.

## Palmarès
CA Boca Juniors
- Champion d'Argentine en 1969 et 1970
- Vainqueur de la Coupe d'Argentine en 1969

Palmeiras
- Champion du Brésil en 1972
- Champion de São Paulo en 1972